# Cercle de Yanfolila
Le cercle de Yanfolila est une collectivité territoriale malienne, dans la région de Bougouni. Il a pour chef-lieu la ville de Yanfolila dans la commune de Wassoulou-Ballé.

## Histoire
En 1961, la loi N° 117 du 11 août 1961, instaure le cercle de Yanfolila dans la région de Sikasso, il est soustrait du cercle de Bougouni.

## Communes
Avant 2023, il compte 12 communes : Baya, Bolo-Fouta, Djallon-Foula, Djiguiya De Koloni, Gouanan, Gouandiaka, Koussan, Sankarani, Séré Moussa Ani Samou De Siékorolé, Tagandougou, Wassoulou-Ballé et Yallankoro-Soloba.
Depuis 2023, le cercle codifié en  1502, est composé de 9 communes, 7 arrondissements et 169 VFQ : villages, fractions et quartiers.
| Code   | Arrondissement                      |
| ------ | ----------------------------------- |
| 150201 | Arrondissement central de Yanfolila |
| 150202 | Arrondissement de Kalana            |
| 150203 | Arrondissement de Doussoudiana      |
| 150204 | Arrondissement de Filamana          |
| 150205 | Arrondissement de Yorobougoula      |
| 150206 | Arrondissement de Guéléninkoro      |
| 150207 | Arrondissement de Siékorolé         |

| Code     | Commune                            | Chef-lieu    | VFQ |
| -------- | ---------------------------------- | ------------ | --- |
| 15020101 | Wassoulou-Ballé                    | Yanfolila    | 39  |
| 15020201 | Gouandiaka                         | Kalana       | 31  |
| 15020301 | Bolo-Fouta                         | Doussoudiana | 4   |
| 15020302 | Djiguiya De Koloni                 | Koloni       | 11  |
| 15020401 | Koussan                            | Filamana     | 16  |
| 15020501 | Gouanan                            | Yorobougoula | 35  |
| 15020601 | Djallon-Foula                      | Guélélinkoro | 8   |
| 15020602 | Yallankoro-Soloba                  | Soloba       | 8   |
| 15020701 | Séré Moussa Ani Samou De Siékorolé | Siékorolé    | 17  |

## Environnement
Les forêts de Diangoumérela et de Djinétoumanina, érigées en forêts classées en 1986, ont été classées en réserve de faune par décret le 8 février 2012.